# Hemiceras obliquiplaga
Hemiceras obliquiplaga är en fjärilsart som beskrevs av Dyar 1919. Hemiceras obliquiplaga ingår i släktet Hemiceras och familjen tandspinnare. Inga underarter finns listade i Catalogue of Life.